# Aerangis ugandensis
Aerangis ugandensis es una orquídea epífita originaria de África.

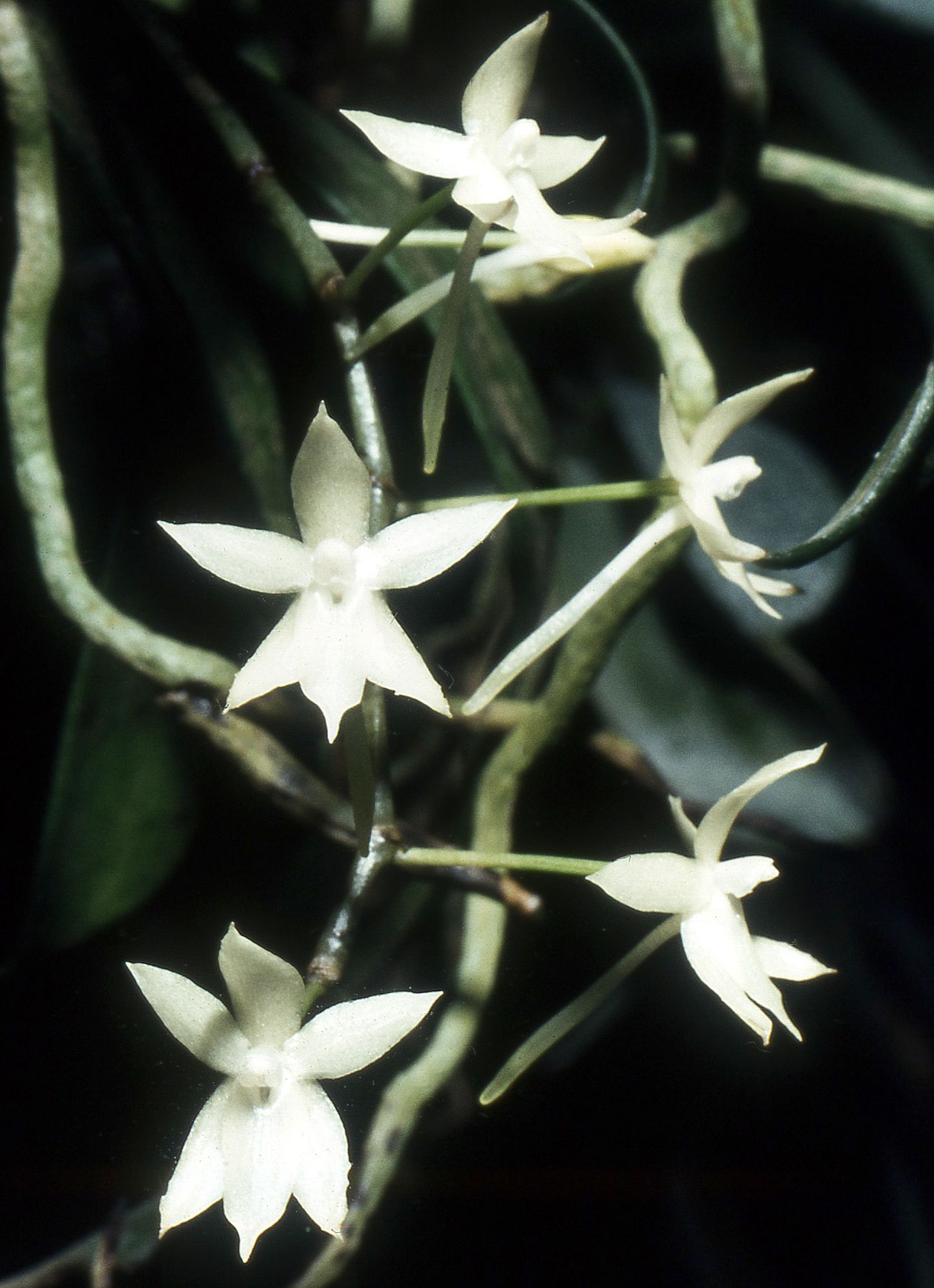
Flores

## Distribución y hábitat
Se encuentra  en Uganda, Zaire, Burundi, Kenia en los bosques de ribera bajo las cubiertas de los árboles en una profunda sombra, de musgo sobre los troncos de los árboles  en alturas de 1500 a 2200 m s. n. m.

## Descripción
Es una planta pequeña de tamaño que prefiere clima caliente a fresco, es epífita, monopódica, con tallos cortos, con 6 a 8 hojas, cuneadas o cuneadas-oblanceoladas, con ápice bi-lobulado de manera desigual con numerosas vetas paralelas. Tiene  2 o más inflorescencias de 15 cm de longitud, largas, axilares, colgantes y en racimo con  muchas [10 a 15]  flores apicales y con la primera flor la más grande, florece en el otoño.

## Cultivo
Esta especie se reproduce bien con alta humedad, en la profunda sombra y temperatura fresca a cálida.

## Taxonomía
Aerangis ugandensis fue descrita por Victor Samuel Summerhayes y publicado en Bulletin of Miscellaneous Information Kew 1931: 390. 1931.
Etimología
El nombre del género Aerangis procede de las palabras griegas: aer = (aire) y angos = (urna), en referencia a la forma del labelo.
ugandensis: epíteto geográfico que alude a su localización en Uganda.